# 川瀬敏文
川瀬 敏文（かわせ としふみ、1958年12月8日 - ）は、日本の男性アニメーション演出家、アニメーション監督、脚本家。

## 来歴・人物
元々、学生時代には実写映画での仕事を志望していたものの、折しも日本の映画産業が斜陽にさしかかりつつある頃であったため、先行きがどうなるかわからない実写にこだわって就職浪人するよりも、それと比して元気があったアニメ業界の方も覗いてみようという思いから、日本サンライズ（後のサンライズ）に入社するに至ったという。後年のインタビューにて、川瀬はこの当時アニメもその業界のことも全く知らず、日本サンライズという会社についても全然わからない状態で入社したと振り返っており、そこからアニメのことを勉強し知るようになっていったとも語っている。
日本サンライズにおける最初の仕事は、1979年放送の『未来ロボ ダルタニアス』でのことで、同作品では制作進行を担当。これは川瀬が日本サンライズに入社した当時、同社が制作を募集していたことによるものであるが、一方で入社当初から演出をやりたいという思いもあったため、ひとまず制作の仕事をこなしつつそこから演出に移れないかと機会を狙っていたという。『ダルタニアス』以降も、制作進行として3年近くを過ごした後、1982年からは富野由悠季の元、『戦闘メカ ザブングル』の設定担当や『聖戦士ダンバイン』の設定制作といった、より監督に近しい立場の仕事を任されるようになった。念願かなって初演出を担当したのも『ダンバイン』でのことであり、同作品では当初5人いた演出に欠員が発生したため、設定制作をやりつつ演出を手がける格好となったという。演出がメインとなったのは、同作品の後番組である『重戦機エルガイム』（1984年）からとなる。
1987年、OVA作品『DEAD HEAT』で監督デビュー。監督をやりたいという思いも、やはり入社当初から目標としてあったとのことで、その旨をアピールしながらもなかなか声がかからずにいたところ、当時プロデューサーであった内田健二によって同作品の監督に抜擢される運びとなった。同作品は、VHD規格でリリースされた特殊な作品ということもあり、お試し期間的にやらせてもらった感じと後に川瀬は振り返っており、制作に当たってはまず機会のことを理解するところから始まり、その後も立体的な画作りや見せ場を考慮しなければならなかったりと、初監督作品としては様々に難しい部分もあったものの、仕事としては面白かったとも後に評している。
同じく内田がプロデューサーを務め、川瀬自身も全作品にて監督を務めた「エルドランシリーズ」（1991年 - 1994年）には、その企画の立ち上げ当初から携わる形となった。自身としては初のテレビシリーズの監督作品となった同シリーズについては、同じような感覚で作るとなると3年が限度であると、またシリーズ第1弾の『絶対無敵ライジンオー』が成功した分、後続の2作品についてはそれとの差別化を図る中で、同作品ほどの爆発力や勢いが出せなかったと、様々な苦労があったことを明かしている一方、同シリーズをやらせてもらったおかげで今でも演出をできているようなものとも語っており、後先考えても自分なりにパワーを込めた作品はないとして、自身が手掛けた作品の中でもナンバーワンではないかとの自覚もあると、後年のインタビューの中で振り返っている。
同シリーズの第3弾『熱血最強ゴウザウラー』（1993年）では、監督との兼任で脚本やシリーズ構成も手がけているが、これは演出を手がける以前からシナリオもやってみたいという気持ちがあったことも関係していたという。もっとも、監督をやりつつ脚本も執筆するのは、ことテレビシリーズにおいては大変であったといい、もう二度とやるものではないなと後に語っている。川瀬はこの時の脚本としての仕事ぶりについて、監督である以上自身だけでなく他のライターとの本読み（脚本打ち合わせ）をやらねばならないことに加え、コンテを描くつもりでシナリオを書いているところもあってやはりよくなかったと、そして同時に監督がシリーズ構成や脚本をやることの欠点も理解した上でやらないと楽しめないとの学びがあったとも振り返っている。
ともあれ、同作品以降も『覇王大系リューナイト』（1994年）や『超者ライディーン』（1996年）などのサンライズ作品の監督を務める一方、2000年代に入ってからは同社だけでなくスタジオディーンでの仕事、それに脚本やシリーズ構成としての参加の機会も多く見られる。また、2013年時点でのインタビューでは、アニメーションよりも小説、とりわけミステリーやサスペンスの仕事をやりたいとの意思も明かしており、同時に自分の本質としては前出のエルドランシリーズのような子供向け作品よりも、『ひぐらしのなく頃に』（2006年）のような作品の方が近いとも語っている。

## 参加作品

### テレビアニメ
1979年
- 未来ロボ ダルタニアス（1979年 - 1980年、制作進行）

1980年
- 無敵ロボ トライダーG7（1980年 - 1981年、制作進行）

1981年
- 最強ロボ ダイオージャ（1981年 - 1982年、制作進行）

1982年
- 戦闘メカ ザブングル（1982年 - 1983年、設定担当）

1983年
- 聖戦士ダンバイン（1983年 - 1984年、設定制作→演出）

1984年
- 重戦機エルガイム（1984年 - 1985年、ストーリーボード・演出）

1985年
- 機動戦士Ζガンダム（1985年 - 1986年、ストーリーボード・演出）

1986年
- 機動戦士ガンダムΖΖ（1986年 - 1987年、ストーリーボード・演出）

1987年
- 機甲戦記ドラグナー（ストーリーボード）

1988年
- ミスター味っ子（演出）
- 鎧伝サムライトルーパー（1988年 - 1989年、ストーリーボード）

1989年
- 獣神ライガー（1989年 - 1990年、演出）

1990年
- キテレツ大百科（絵コンテ・演出）
- 勇者エクスカイザー（ストーリーボード・演出）
- たんけんゴブリン島（1990年 - 1991年、絵コンテ・演出）

1991年
- 絶対無敵ライジンオー（1991年 - 1992年、監督）

1992年
- 元気爆発ガンバルガー（1992年 - 1993年、監督）

1993年
- 熱血最強ゴウザウラー（1993年 - 1994年、監督・シリーズ構成・脚本）

1994年
- 覇王大系リューナイト（1994年 - 1995年、監督）

1995年
- 新機動戦記ガンダムW（1995年 - 1996年、脚本）
- 鬼神童子ZENKI（絵コンテ）

1996年
- 超者ライディーン（1996年 - 1997年、監督）
- 勇者指令ダグオン（1996年 - 1997年、脚本）

1997年
- ネクスト戦記EHRGEIZ（監督）

1998年
- 熱沙の覇王ガンダーラ（演出）
- AWOL -Absent Without Leave-（監督）
- 銀河漂流バイファム13（監督）
- EAT-MAN'98（監督）
- ブレンパワード（絵コンテ）
- おじゃる丸（絵コンテ）

1999年
- 逮捕しちゃうぞ Special（絵コンテ）
- ∀ガンダム（1999年 - 2000年、絵コンテ）
- Bビーダマン爆外伝V（ - 2000年、監督）

2000年
- ブギーポップは笑わない Boogiepop Phantom（絵コンテ）
- へろへろくん（絵コンテ）
- はじめの一歩（絵コンテ）
- 犬夜叉（絵コンテ）
- X-メン:エボリューション（2000年 - 2003年、アニメーションディレクター、レイアウトチェック）

2001年
- 爆転シュート ベイブレード（監督）

2002年
- 七人のナナ（絵コンテ）
- ぴたテン（監督）
- ドラゴンドライブ（2002年 - 2003年、監督）

2003年
- ヤミと帽子と本の旅人（脚本・絵コンテ・演出）
- クロノクルセイド（絵コンテ）　

2004年
- 北へ。〜Diamond Dust Drops〜（絵コンテ）
- 天上天下（監督）
- 焼きたて!!ジャぱん（ - 2006年、脚本）
- アークエとガッチンポー（絵コンテ）
- Get Ride! アムドライバー（脚本）

2005年
- うえきの法則（2005年 - 2006年、シリーズ構成・脚本）
- アイシールド21（2005年 - 2008年、脚本）

2006年
- ひぐらしのなく頃に（シリーズ構成・脚本）

2007年
- ひぐらしのなく頃に解（シリーズ構成・脚本）
- CODE-E（脚本）
- しおんの王（監督）

2008年
- ヴァンパイア騎士（絵コンテ）
- おねがい♪マイメロディ きららっ★（脚本）
- Mission-E（脚本）

2009年
- うみねこのなく頃に（シリーズ構成・脚本・絵コンテ）

2010年
- 遊☆戯☆王5D's（脚本）
- GIANT KILLING（シリーズ構成・脚本）

2012年
- 緋色の欠片（絵コンテ）

2013年
- 魔界王子 devils and realist（絵コンテ）
- 義風堂々!! 兼続と慶次（絵コンテ）

2014年
- Z/X IGNITION（絵コンテ）
- 金田一少年の事件簿R（絵コンテ）

2015年
- わしも WASIMO（2015年 - 2022年、第2期 - 第9期、監督・シリーズ構成（第4期 - 第9期））

2017年
- THE REFLECTION（絵コンテ）
- 鬼灯の冷徹 第弐期（絵コンテ）
- 銀の墓守り（脚本）

2020年
- 魔術士オーフェンはぐれ旅（絵コンテ）
- 最響カミズモード!（シリーズ構成）

2021年
- セスタス -The Roman Fighter-（総監督・シリーズ構成・脚本）

2023年
- ライアー・ライアー（絵コンテ）

2024年
- 来世は他人がいい（監督・絵コンテ）

2025年
- マジック・メイカー 〜異世界魔法の作り方〜（絵コンテ）

### 劇場アニメ
1988年
- 機動戦士ガンダム 逆襲のシャア（演出補）

2025年
- 劇場版 Collar×Malice -deep cover-（絵コンテ）

### OVA
1987年
- DEAD HEAT（監督）

1989年
- 孔雀王2 幻影城（演出）

1992年
- げんきばくはつガンバルガー百科（監督）
- 絶対無敵ライジンオー 陽昇城カラクリ夢日記（監督）
- 絶対無敵ライジンオー 初恋大作戦（監督）
- 絶対無敵ライジンオー 5年3組めもりある（監督・監修）

1993年
- 絶対無敵ライジンオー みんなが地球防衛組（監督）

2005年
- 天上天下 ULTIMATE FIGHT（監督・絵コンテ）

2009年
- ひぐらしのなく頃に礼（監督・シリーズ構成・脚本・絵コンテ）

2011年
- ひぐらしのなく頃に煌（シリーズ構成・脚本）

2013年
- ひぐらしのなく頃に拡 〜アウトブレイク〜（監督・脚本・絵コンテ）
- 参乗合体 トランスフォーマーGo!（監督・シリーズ構成・脚本・絵コンテ）

### その他
- 完全勝利ダイテイオー（2001年、監修協力）